# Diecezja Angamaly (syryjska)
Diecezja Angamaly – diecezja Malankarskiego Syryjskiego Kościoła Ortodoksyjnego z siedzibą w Angamaly w stanie Kerala w Indiach.
Podlegają jej okolice Angamali, Perumbavoor, pobliska część Ghatów Zachodnich i Muvattupuzha, za które odpowiedzialni są biskupi pomocniczy.